# Lago di Fondi
Lago di Fondi este o arie protejată (arie specială de conservare — SAC, sit de importanță comunitară — SCI, arie de protecție specială avifaunistică — SPA) din Italia întinsă pe o suprafață de 702 ha, integral pe uscat.

## Localizare
Centrul sitului Lago di Fondi este situat la coordonatele 41°19′17″N 13°20′09″E / 41.321389°N 13.335833°E.

## Înființare
Situl Lago di Fondi a fost declarat sit de importanță comunitară în iunie 1995 pentru a proteja 1 specie de plante și 19 specii de animale. Alte tipuri de protecție:
- arie de protecție specială avifaunistică (în octombrie 1999)[2]
- arie specială de conservare (în decembrie 2016)[1][3][4]

## Biodiversitate
Situată în ecoregiunea mediteraneană, aria protejată conține 3 habitate naturale: Liziere de ierburi înalte hidrofile de câmpie și de nivel montan până la alpin, Pajiști umede mediteraneene cu ierburi înalte de Molinio-Holoschoenion, Lacuri eutrofice naturale cu vegetație de tip Magnopotamion sau Hydrocharition.
La baza desemnării sitului se află mai multe specii protejate:
- plante (1): Kosteletzkya pentacarpos
- păsări (14): pescăruș albastru (Alcedo atthis), egretă mare (Ardea alba), stârc roșu (Ardea purpurea), stârc galben (Ardeola ralloides), rață roșie (Aythya nyroca), buhai de baltă (Botaurus stellaris), erete de stuf (Circus aeruginosus), erete vânăt (Circus cyaneus), egretă mică (Egretta garzetta), lișiță (Fulica atra), stârc pitic (Ixobrychus minutus), stârc de noapte (Nycticorax nycticorax), Phalacrocorax carbo sinensis, chiră de mare (Thalasseus sandvicensis)
- amfibieni (1): Triturus carnifex
- nevertebrate (1): Lindenia tetraphylla
- pești (2): Cobitis bilineata, Rutilus rubilio
- reptile (1): țestoasa de baltă (Emys orbicularis)

Pe lângă speciile protejate, pe teritoriul sitului au mai fost identificate 13 specii de plante, 2 specii de amfibieni, 2 specii de nevertebrate, 1 specie de pești, 1 specie de reptile.